# Kjøbenhavns Telefonkiosker
A/S Kjøbenhavns Telefonkiosker (også kaldet KTK) var en virksomhed, der på koncession fra Københavns Kommune drev telefonkiosker i København.
De første telefonkiosker i Danmark blev opstillet på befærdede strøg og pladser i København. Den 3. september 1895 tilskrev Københavns Magistrat Aktieselskabet Kjøbenhavns Telefonkiosker, at eftersom koncessionsansøgerne havde overdraget deres ret til aktieselskabet kunne man meddele dette "koncession på anlæg og drift af Telefonkiosker på staden Kjøbenhavns Grund." Koncessionen skulle gælde i 15 år, for op til 15 kiosker, og der var åbnet mulighed for plakatopklæbing på en nærmere afgrænset, mindre del af kiosken. Dette aktieselskab eksisterede i princippet helt frem til KTK-koncernen trådte i likvidation i marts 1980, og selskabets bo derefter blev taget under konkursbehandling af Sø- og Handelsrettens skifteretsafdeling. Fra midten af 1920'erne havde flere af koncernens aktieselskaber haft til huse på Rådhuspladsen, men i september 1971 flyttede man til Enghavecentret i Matthæusgade 50 på Vesterbro.